# (163950) 2003 UN22
163950 (2003 UN22) là một tiểu hành tinh vành đai chính được phát hiện ngày 23 tháng 10 năm 2003 bởi James Whitney Young ở Đài thiên văn Núi bàn gần Wrightwood, California.